# 10437 van der Kruit
10437 van der Kruit eller 6085 P-L är en asteroid i huvudbältet som upptäcktes den 24 september 1960 av den nederländsk-amerikanske astronomen Tom Gehrels och det nederländska astronomparet Ingrid van Houten-Groeneveld och Cornelis Johannes van Houten vid Palomarobservatoriet. Den är uppkallad efter den nederländske radioastronomen Pieter van der Kruit.
Asteroiden har en diameter på ungefär 3 kilometer och den tillhör asteroidgruppen Nysa.